# Венжер, Наталия Яковлевна
Наталия Яковлевна Венжер (21 мая 1932, Москва — 10 февраля 2021, там же) — советский и российский киновед, социолог кино и телевидения. Организатор и вдохновитель проведения первого анимационного фестиваля «Крок». Создатель базы данных информационного сайта «аниматор.ру».

## Биография
Родилась 21 мая 1932 года в Москве в семье известных режиссёров-документалистов Якова Посельского и Ирины Венжер в роддоме имени Грауэрмана.
Жила с родителями на 1-й Мещанской улице, здесь же начала ходить в школу.
В годы Великой Отечественной войны, будучи школьницей, с осени 1941 до конца 1944 года проживала в эвакуации в Алма-Ате. Наталия, её мама и её няня жили в так называемом «Лауреатнике».
В январе 1945 года Наталия с семьёй переехала в так называемый «Дом Артистов» на Большой Полянке.
В 1950—1951 годах работала в Институте геологии АН СССР.
В 1956—1963 годах работала в Институте географии АН СССР, изъездив в многочисленных экспедициях Карпаты, Сибирь, Монгольский Алтай. В этот период увлекалась геоморфическими проблемами, например, будущим Красноярского края.
В 1963—1975 годах работала в оргкомитете Союза кинематографистов СССР, была ответственным секретарём Всесоюзной комиссии мультипликационного кино, ответственным секретарём комиссии по работе с кинолюбителями.
В 1975—1989 годах работала ответственным редактором в «Союзинформкино».
В 1989 году была инициатором, идейным вдохновителем, организатором и наставником первого анимационного фестиваля «Крок».
С 1989 года была соучредителем и сособственником информационно-аналитической группы «Дубль-Д» (совместно с Даниилом Дондуреем).
С 1994 года занималась мониторингом теле- и кионоотраслей, проводила исследовательские работы в областях кинопроката и кинопроизводства, разрабатывала методики кинопоказа, осуществляла его рекламу и пропаганду.
Была создателем базы данных информационного сайта «аниматор.ру» (совместно с Рейснером Г. И.).
В конце января 2021 года находилась на лечении в кардиологическом отделении НИИ скорой помощи им. Н. В. Склифосовского.
Умерла 10 февраля 2021 в Москве.
Отпевание и прощание должно было состояться 13 февраля 2021 года в Хованском крематории.

## Личная жизнь
По воспоминаниям Климонтовича Н. Ю., Наталия Венжер была замужем за профессором-физиком, приходившимся внуком Ларисе Рейснер.
Сын родился не позднее 1971 года.

## Образование
В 1950—1956 годах училась в МГУ сначала на филологическом факультете, затем на географическом (отделение геоморфологии), получив в итоге специальность геолога-геоморфолога.
В 1963—1964 годах училась во ВГИКе на киноведческом факультете.
Защищала диссертацию по теме «Коммуникативные возможности современной мультипликации».

## Публикации
Является автором большого количества брошюр и статей об отечественной мультипликации, очерков о значении научно-познавательных фильмов, о детской мультипликации, монографических очерков о мастерах мультипликации (Норштейне и Хржановском). Одна из авторов «Энциклопедии отечественной мультипликации», автор книги «Сотворение фильма, или Несколько интервью по служебным вопросам», составительница книги «Сотворение фильма» (1987).
- Наталия Венжер. Неделя детского фильма // Культура и жизнь. — 1968. — № 9. — С. 43.
- Венжер Наталия. Чудо детства : [О худож. фильме «Внимание, черепаха!» Авт. сценария С. Лунгин и И. Нусинов. Режиссер-постановщик Р. Быков. «Мосфильм»] // Семья и школа. — 1971. — № 3. — С. 54—55.
- Трояновский М. А. Я хотел написать книгу / М. Трояновский; [сост.: Е.Д. Уварова, Н.Я. Венжер]. — М. : Искусство, 1972. — 232 с.
- Венжер Н. Коммуникативные возможности мультипликации // Музы XX века: Художественные проблемы средств массовой коммуникации. — М. : Искусство, 1978. — С. 238—272.
- Венжер Н. Я. Мультфильм вчера, сегодня и всегда. — М. : Союзинформкино, 1979. — 14 с.
- Венжер, Наталья. Зеленые яблоки на белом снегу : [О мультипликац. фильме «Сказка сказок». Авт. сценария Л. Петрушевская, Ю. Норштейн. Режиссер Ю. Норштейн. «Союзмультфильм»] // Кино : журнал. — Рига, 1980. — № 12. — С. 9.
- Венжер, Н. Я. Союзмультфильм : Очерк истории и деятельности киностудии / Венжер Н. Я.. — М. : Б. и., 1981. — 32 с.
- Соболев А. Экран борьбы и надежд. Методическое пособие. Навстречу VII Международному кинофестивалю стран Азии, Африки и Латинской Америки в Ташкенте / Ред. Н. Венжер; Всесоюз. объед. "Союзинформкино". Госкино СССР. — М., 1982.
- Венжер Н. Я. Михаил Вольпин // Драматурги советского детского кино. Творческие портреты. — М. : Союзинформкино, 1983. — Вып. 1.
- Венжер Н. Маяковский: встречи с «кинемо» : [Об экранизации пьес поэта] // Аврора. — 1984. — № 6. — С. 123—130.
- Венжер Н. Технология волшебства // Проблемы синтеза в художественной культуре. — М. : Наука, 1985. — С. 25—42. — 286 с.
- Художественные достоинства и зрительский успех фильма : (Материалы конф., 18-19 нояб. 1986 г., Москва) / [Редакторы Арбузова Н. К., Венжер Н. Я.]. — М. : В/О "Союзинформкино", 1987. — 63 с.
- Венжер Н. Я. Реклама фильма и пропаганда кино. — М. : Союзинформкино, 1988. — 24 с.
- Венжер Н. Нужно уметь что сказать // Анимационное кино между съездами (1986—1990). — М. : Б. и., 1990. — С. 3.
- Сотворение фильма, или Несколько интервью по служебным вопросам : о фильмах, о "Союзмультфильме" и о себе рассказывают, беседуют, спорят: драматурги, режиссеры, художники, композиторы, актеры, операторы / собрала, смонтировала и прокомментировала Н. Венжер. — М. : Всесоюз. творч.-произв. об-ние "Киноцентр", 1990. — 176 с.
- Венжер, Н. Я. Кинематограф: шаги к рынку / Н. Я. Венжер, Д. Б. Дондурей. — М. : ВО "Союзинформкино", 1990. — 48 с.
- Дондурей, Д., Венжер Н. «Важнейшее из искусств»: Бал на борту «Титаника»? // Столица : журнал. — 1991. — № 5. — С. 50—53.
- Кино. ТВ. Видео. Партнеры'93 : справочник / Сост. Н. Я. Венжер, Г. И. Рейснер. — М. : Изд-во МАИ, 1993. — 356 с. — ISBN 5-7035-0572-0.
- Партнеры'... Кино. ТВ. Видео : справочник / составители - Н. Венжер, Г. Рейснер. — 2-е (доп. и испр.) изд. — М. : Дубль-Д, 1995.
- Венжер Н. Городские кинотеатры. Исследование экономического положения (начало) // Киномеханик : журнал. — 1995. — № 1. — С. 6—12.
- Венжер Н. Городские кинотеатры. Исследование экономического положения (продолжение) // Киномеханик : журнал. — 1995. — № 2. — С. 2—5.
- Венжер Н. Городские кинотеатры. Исследование экономического положения (окончание) // Киномеханик : журнал. — 1995. — № 3. — С. 8—13.
- Партнеры'96 : Кино, ТВ, видео : справочник / Сост. Н. Венжер, Г. Рейснер. — 3-е изд., доп. и испр. — М. : Информ.-аналит. фирма "Дубль-Д", 1996. — 413 с. — ISBN 5-900902-01-3.
- Наталия Венжер. Числом поболее, ценою..? : Анализ кинорепертуара центральных телеканалов // Киноведческие записки : журнал. — 1996. — Вып. 30. — С. 144—148.
- Наталия Венжер. Выживать или жить — вот в чем вопрос! // Искусство кино : журнал. — 1997. — № 7. — С. 7—12.
- Д. Дондурей, Н. Венжер, Н. Сиривля. Кинотеатры возродят наше кино. Дискуссия // Искусство кино : журнал. — 2003. — № 8. — С. 5—21.
- Наталия Венжер. Воробьиная ночь / Публикацию подготовила Н.А. Громова // Киноведческие записки : журнал. — 2003. — Вып. 62. — С. 275.
- Наталья Венжер. Комментарии к пережитому. 1-8 сентября 2004 года: кино на телеэкране // Искусство кино : журнал. — 2004. — № 9. — С. 18—25.
- Трояновский М. …С веком наравне : Дневники. Письма. Записки / Сост. Е.Уварова-Трояновская, Н.Венжер. — М. : РОССПЭН, 2004. — 304 с.
- Наши мультфильмы : лица, кадры, эскизы, герои, воспоминания, интервью, статьи, эссе / [авт. ст. Александра Василькова и др.]. — М. : Интеррос, 2006. — 349 с. — автор нескольких статей[1][2][4][6].
- Киноиндустрия России 2001-2006 / СТС "Медиа", Открытый рос. кинофестиваль "Кинотавр" ; [Д. Дондурей, Н. Венжер]. — М. : Некоммерч. фонд содействия отеч. кинематографу "Кинотавр", 2006. — 127 с.
- Наталья Венжер, Даниил Дондурей. «Забудьте про СССР!» : ВГИК-2008. Материалы социологического исследования // Искусство кино : журнал. — 2009. — № 6. — С. 5—22.
- Наталия Венжер. Цивилизация в гамер-тайме. «Гамер», режиссер Олег Сенцов // Искусство кино : журнал. — 2012. — № 5. — С. 47—49.
- Наталия Венжер. Телевидение ругают все. Кино на федеральных каналах // Искусство кино : журнал. — 2013. — № 4. — С. 65—69.
- Наталья Венжер. Приключения киноконтента на ТВ // Искусство кино : журнал. — 2014. — № 11. — С. 141—147.
- Наталья Венжер. Кино на ТВ // Искусство кино : журнал. — 2015. — № 4. — С. 123—129.
- Наталья Венжер. Кино на ТВ В зеркале статистики // Искусство кино : журнал. — 2016. — № 5. — С. 69—77.
- Наталья Венжер. Кажется, это было совсем недавно // Экран и сцена : газета. — 2021. — № 4.

## Призы, награды, членства, звания
- ???? — член АСИФА[1][2][4][6].
- 1984 — член Союза кинематографистов СССР (c 1991 — Союза кинематографистов России)[4].
- ???? — член Гильдии киноведов и кинокритиков[4].
- 2003 — Почётный кинематографист России (1 октября 2003 года, Министерство культуры Российской Федерации) — за многолетний и плодотворный труд, достигнутые успехи в области кинематографии и в связи с 40-летием Российского агентства «Информкино»[14].
- 2004 — член Экспертной комиссии по игровому кино Федерального агентства по культуре и кинематографии[15].
- 2012 — почётная грамота Министерства культуры России[16].
- 2015 — специальный приз 20-го Открытого российского фестиваля анимационного кино в г. Суздале — «приз имени В. Маясова» «за любовь и преданность анимационному кино» (совместно с С. Серёгиным)[3][17].